# Pierre-Nicolas Legrand de Lérant
Pierre-Nicolas Legrand de Lérant ou Pierre-Nicolas Legrand de Sérant, pseudonyme de Pierre-Nicolas Sicot, né à Pont-l’Évêque le 29 mars 1758 et mort à Berne le 11 mai 1829, est un peintre français.

## Biographie
Élève de Descamps à l’École des beaux-arts de Rouen, aux côtés de Pierre Beljambe et de Jean-Jacques Lequeu, Pierre-Nicolas Legrand de Lérant remporte en 1773 un deuxième prix extraordinaire de dessin. En 1782, il entre à l’Académie royale de peinture et de sculpture à Paris.
Vers 1794, Legrand de Lérant part pour Berne où il réalise le portrait de notables bernois et illustre un roman d’Isabelle de Charrière.
Legrand de Lérant est membre de l’Académie de Lille.

## Œuvres
États-Unis
- Dallas, Dallas Museum of Art : Une bonne action n’est jamais oubliée, 1794-1795, huile sur toile, 63 × 80 cm.

France
- Dijon, musée des Beaux-Arts : La Mort de Pline l'Ancien, Salon de 1799, huile sur toile, illégalement vendue par le musée en 1854, localisation actuelle inconnue[1].
- Rouen, musée des Beaux-Arts : La Marchande d’oranges, huile sur toile[2].
- Vizille, musée de la Révolution française : Joseph Cange, commissaire de la prison Saint-Lazare, 1795.

Suisse
- Jegenstorf, château de Jegenstorf : La Famille de Samuel Brunner, 1796.
- Neuchâtel, musée d'Art et d'Histoire : La Piété des anciens Gaulois, Salon de 1812, huile sur toile[3].

Localisation inconnue
- La Gloire de la France[4].

Œuvres de Pierre-Nicolas Legrand de Lérant
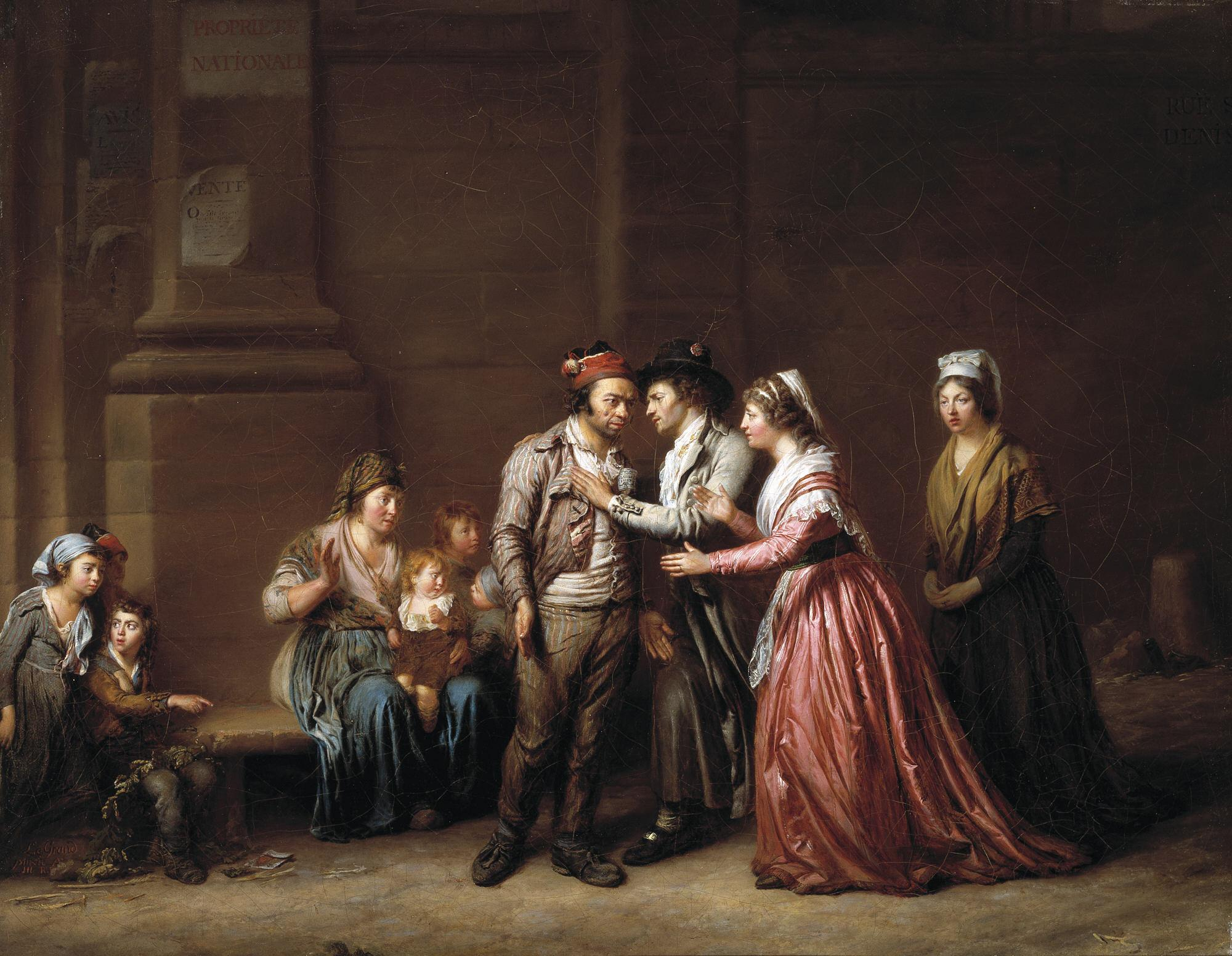
Une bonne action n’est jamais oubliée (1794-1795), Dallas Museum of Art.
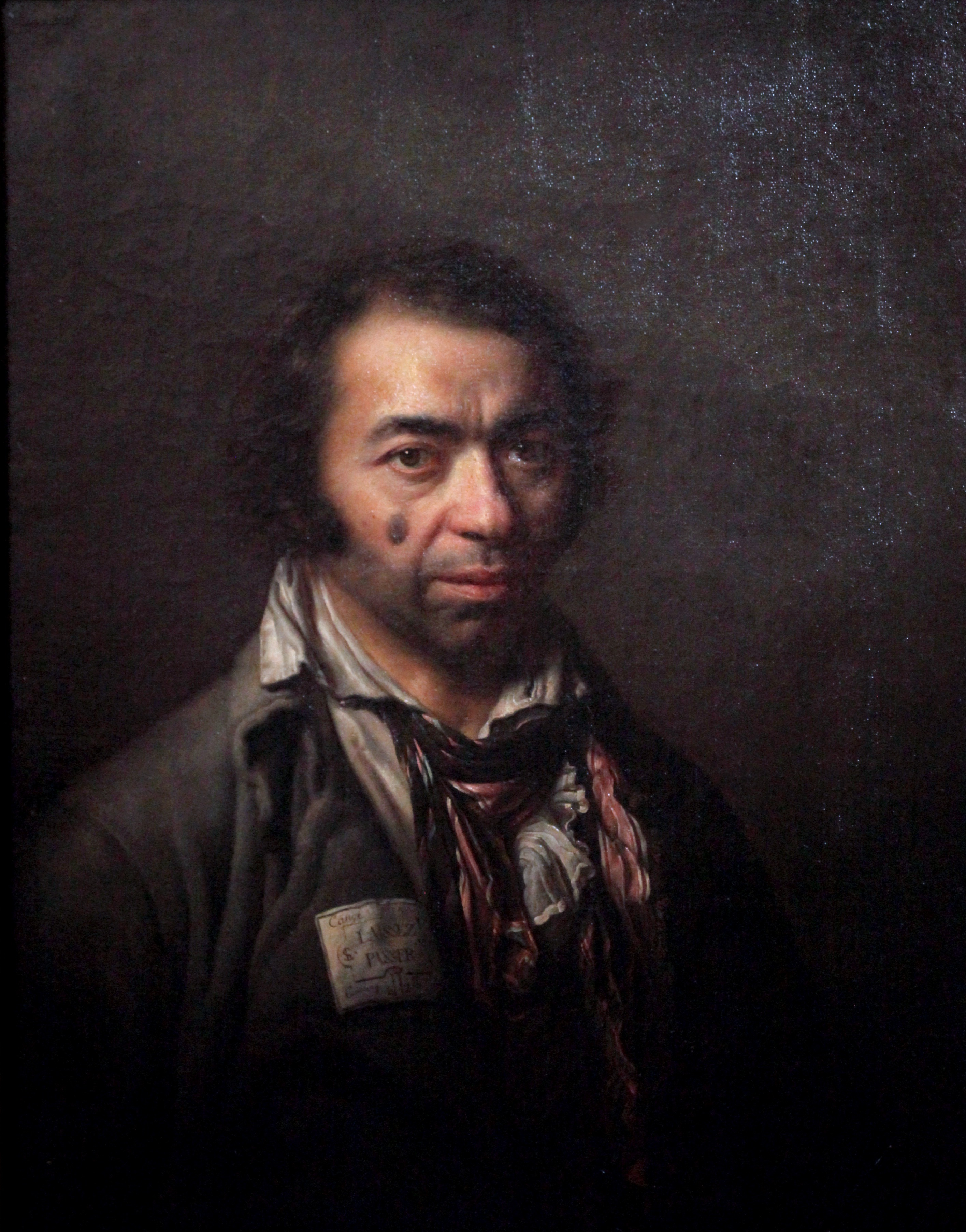
Joseph Cange, commissaire de la prison Saint-Lazare (1795), Vizille, musée de la Révolution française.
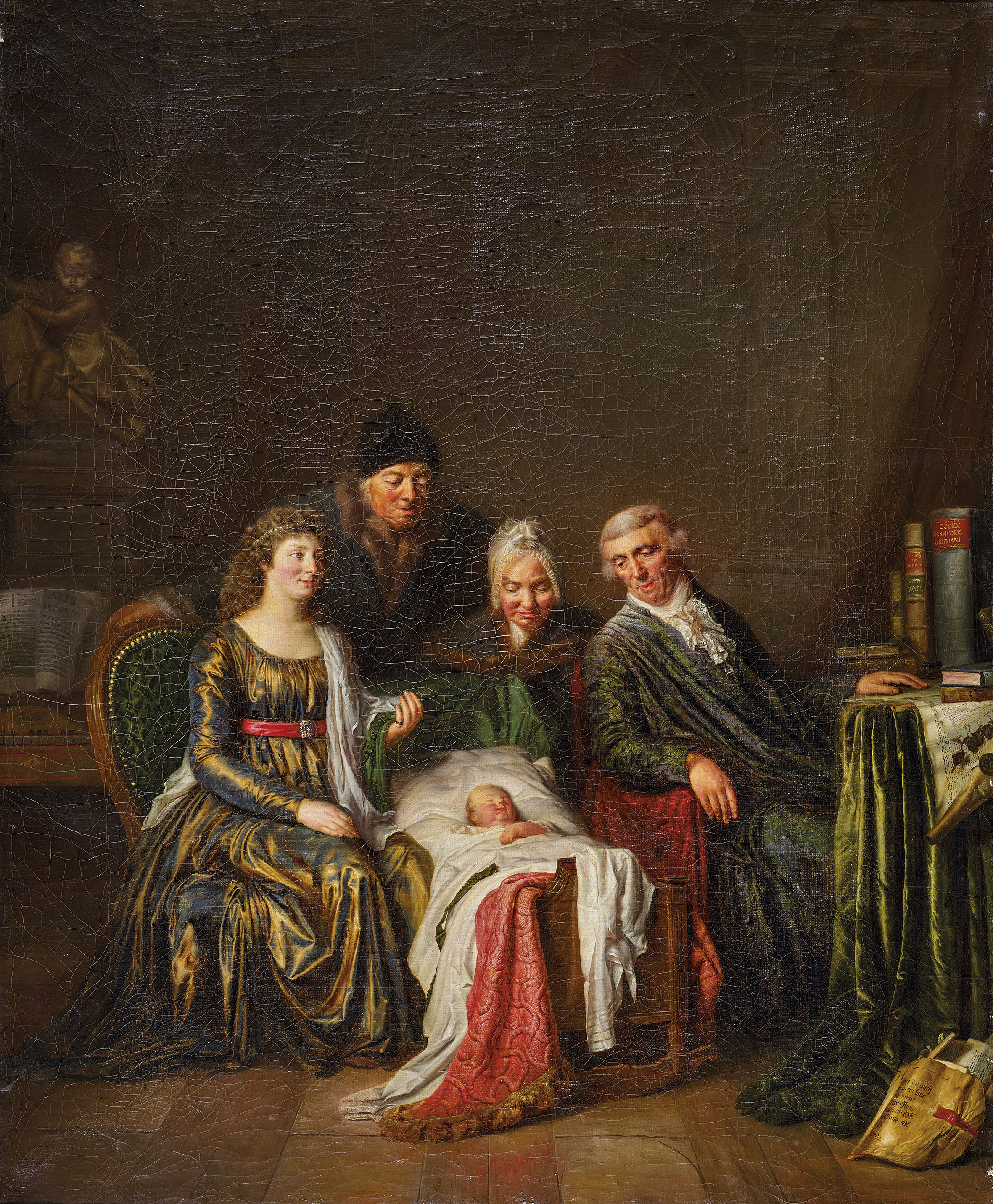
La Famille de Samuel Brunner (1796), Jegenstorf, château de Jegenstorf.
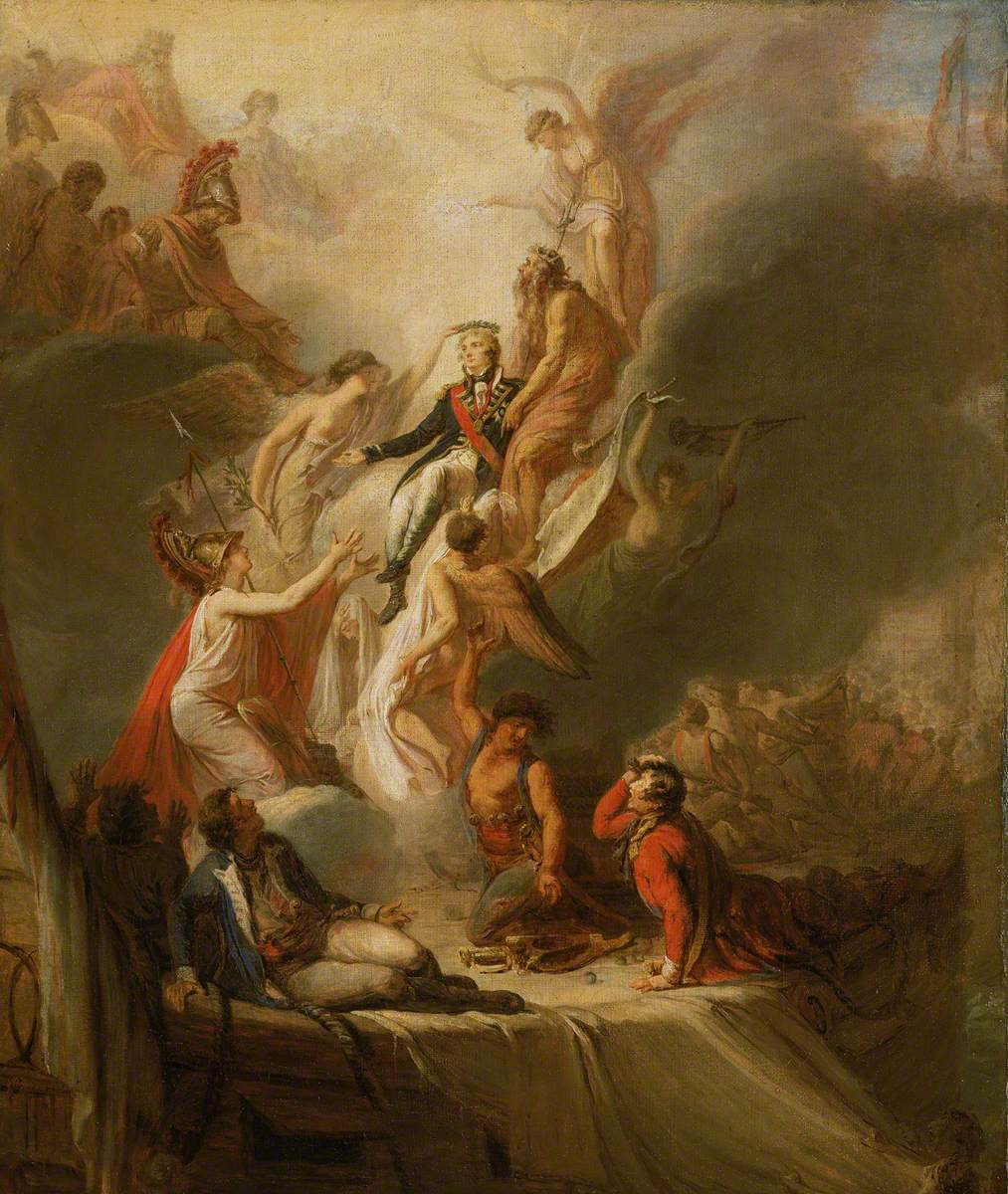
L'Apothéose de Nelson (entre 1805 et 1818), Royal Museums Greenwich (en).